# Bockaskruvs naturreservat
Bockaskruv är ett naturreservat i Uppvidinge kommun i Kronobergs län.
Området är skyddat sedan 2005 och är 198 hektar stort. Det är beläget mellan orterna Alstermo och Fröseke. Det består av lövrik barrskog och öppna kärr.